# 1-Heptacosanol
1-Heptacosanol ist eine chemische Verbindung aus der Gruppe der Wachsalkohole.

## Vorkommen
1-Heptacosanol kommt natürlich in verschiedenen Pflanzen vor.